# 時津海正博
時津海 正博（ときつうみ まさひろ、1973年11月8日 - ）は、長崎県福江市（現・五島市）出身で時津風部屋に所属した元大相撲力士。本名は坂本 正博（さかもと まさひろ）。東京農業大学卒業。最高位は東前頭3枚目（2001年11月場所）。身長184cm、体重137kg、血液型はA型。得意手は右四つ・寄り。趣味は釣り、麻雀、トレーニング（引退後）。

## 人物
農家の二男に生まれ、父の影響で2-3歳くらいのときから宮相撲に出場した。小学校では野球、中学校では柔道をやっていたが、部員が足りず休部状態に陥っていた相撲部を再興し、自宅の倉庫を稽古場に改造し、相撲を続けた。長崎県立諫早農業高等学校では相撲に専念し、東京農業大学でも活躍した。しかし、4年生の時は企業に就職しようと考え、印刷会社の試験に合格し、また父からアマチュア相撲の強豪である和歌山県庁への就職も勧められたが、アマチュアよりプロで取る方がいいという本人の意志で時津風部屋に入門。1996年3月場所、幕下付出で初土俵。
時津海が入門した頃はまだ学生相撲出身者に対する風当たりが強かったため、巡業では他の部屋の錚々たる関取衆のかわいがりに遭った。また、新潟にあった部屋の夏合宿場で、炎天の下非常に厳しい稽古を積まされた。14代時津風も、稽古場では何も言葉を発さない寡黙な人物であったため威厳があって怖く、大卒であり早く関取に上がりたいという気持ちもあって必死で努力した。
1998年9月場所新入幕。以降は主に幕内中位で活躍し、2005年5月場所まで41場所連続で幕内の地位を維持し続けた。2001年から2003年あたりが全盛期で、この間に3度の技能賞を受賞。2001年7月場所、婚約の効果か千秋楽勝てば三賞受賞という1番に勝ち初受賞。2002年1月場所、結婚式が控えていたからか勝てば三賞受賞という1番にまたも勝利し2度目の受賞。2003年7月場所の11日目には大関栃東を破り単独トップに立つ活躍も見せた。その栃東を破った2003年7月場所11日目の取組は、相手に左前ミツを取られたものの、これを持ち前の技術で切ると攻勢に転じ、右差し左上手の体勢から寄り切って相手を下した、という内容であった。幕内中位で勝ち越すことが何度もあったが最高位は前頭3枚目と、番付運がなかった。また、大関昇進前ではあるが琴光喜に強く、5勝3敗と勝ち越している。右四つ左上手での理詰めの相撲は好角家をうならせたが、2005年5月場所は西前頭12枚目で3勝12敗と大負けし、翌7月場所は1998年7月場所以来、42場所ぶりに十両に陥落した。以後は怪我もあって十両に落ちることが増え、幕内下位に低迷した。それでも2005年7月には2度目の十両優勝を果たし、2006年1月場所では14日目に白鵬に敗れるまで優勝争いに加わる活躍で12勝3敗と大勝して4回目の技能賞を獲得し、西前頭14枚目という当時最も低い地位での三役揃い踏みを経験するなど長く地力を保ち続けた。
しかし2007年10月9日、同年6月に発生した時津風部屋力士暴行死事件を受け、日本相撲協会より解雇された部屋師匠で15代時津風こと山本順一の後継として部屋を継承するために急遽現役引退することとなり、日本相撲協会に引退届および年寄時津風襲名届を提出した。時津海自身は「まだ燃え尽きていない」と現役へのこだわりがあったが、今回の新弟子死亡事件からの出直しを図るため、14代時津風（豊山勝男＝入門時の師匠）を始めとする関係者の説得を受け入れ、16代時津風となり、部屋の師匠として名門復活に全力を注ぐこととなった。
なお、時津海の引退と年寄襲名により、日本相撲協会は2007年11月場所番付において、引退した時津海が位置する予定であった西前頭11枚目を空位にするという措置を取った。これは時津海が年寄時津風として番付に掲載されることにより、番付上の重複を避けるためである。幕内の番付で空位が発生した事態は、1873年（明治6年）11月に当時の東京相撲の関脇だった小柳常吉ら以来（この時は力士名を墨で塗りつぶした）、実に134年ぶりという珍事となった。
また時津海が時津風を襲名するにあたり、自身が取得していた年寄・錦島株を弟弟子の霜鳳に譲渡した。
先代こと山本が解雇されたちょうど1年後の2008年10月5日、両国国技館において引退相撲を執り行い、断髪式で髷に別れを告げた（留め鋏は14代時津風が入れた）。式典後、時津海の16代時津風は昨年の不祥事を改めて謝罪した後、「新生時津風部屋を良い方向へ行くように頑張りたい」と抱負を語った。
2016年3月30日時点で、協会の職務では審判部の所属であった。
2017年1月31日に間垣（元小結・時天空）が悪性リンパ腫により死去した際には「堪えますね」とぽつり。続けて「（昨年の）9月に復帰して指導者として稽古場に毎日来てました。若い衆にしつけとかあいさつとか厳しかった。あんなに厳しく指導するやついない。自分も見習わないといけない。若い衆をしっかり指導していきたい」と、沈痛な表情を浮かべながらコメントした。
2017年5月場所はヘルニアで場所を休場。3日目に足立区内の病院で内視鏡手術を行い、すぐに部屋に戻った。
2021年2月22日、後述の不祥事により、日本相撲協会より「退職勧告」の懲戒処分を受け、同日付で退職した。時津風部屋は部屋付き親方の間垣（元前頭・土佐豊祐哉）が名跡を時津風へ変更し、同部屋を継承した。
長男の博一（青森県立三本木農業高等学校卒）は、父親が師匠を務めていた縁で時津風部屋入門が決まりかけていた。しかし父親の退職を受けて入門するべき部屋を再考し、次男の正真（柏市立柏第二中学校卒）と共に立浪部屋に入門を決め、2021年5月場所前の新弟子検査に合格し、博一は木竜皇博一、正真は春雷正真の四股名で初土俵を踏んだ。木竜皇は2024年9月場所で新十両となった。

### 退職後
処分の決まった2月22日に、犯罪ジャーナリストの小川泰平のYouTubeチャンネル「小川泰平の事件考察室」にインタビュー動画がアップロードされた。動画の概要欄には録画は2021年1月末と明記されており、16代時津風は相撲協会に在籍している。インタビュー動画では16代時津風も小川もマスクはしておらず、両者を仕切るアクリル板もインタビュールームには無い状態であった。インタビューを行った小川は、マスコミの取材に対して「マージャン店と報じられた店は、雀荘として営業はされていませんし、雀荘の看板もありません」「そこの社長の父親が以前は別の場所で雀荘を経営していたが、昨年、その社長が亡くなり、雀荘は閉めた。社長の息子さんの事務所に、そこの雀卓が2台あって、1台は使っていなくて、あとの1台は後援会の人や友人らが集まればマージャンをやることもあったそうです。時津風親方は『マージャンはやっていない』と話している」と16代時津風の代弁をしている。また16代時津風は小川を通じて、「僕が夜に部屋から出たことは、協会のガイドライン違反です。その日は両国国技館に午後6時半くらいまでいて、いったん部屋に帰って、着替えて部屋の者と軽く食事して、それからチケットを持ってその場所に行ったんです。協会のガイドラインでは、ちゃんこ番の買い物や、治療等以外は（場所中の不要不急の外出は）ダメです。だから、そこは反省して認めています。外出したという時点で僕は違反をしている」とコメントしている。
また、退職直後の3月10日付で時津風部屋の部屋施設（マンションの1～3階部分）が東京家庭裁判所の命令により仮差押えをされたことが分かった。債権者は16代時津風の妻で、16代時津風が長男・次男の角界入門を控えた時期に遊び歩いた末に退職に追い込まれたことに激怒して離婚裁判を起こしたと伝えられている。時津風部屋後援会長は妻から離婚の知らせを受けていたという。しかし、部屋を継承した17代時津風も部屋施設の仮差押えは知らなかったという。
一連の出来事について、16代時津風は6月4日発売の『FRIDAY』のインタビューに応じ、説明を行った。
1. 2007年の力士暴行死事件直後に15代時津風（山本順一）に呼ばれ「オレは（相撲協会から）解雇されるだろう。オマエ、引退して親方になれるか」と言われたという。突然のことで即答できず、現役生活に未練もあった。しかし当時は幕内下位に低迷しており、力士としての限界を感じていたことから、両親と相談し、時津風部屋継承を承諾した。部屋を継承以来、弟子を連れて被害者遺族や各地の後援会に謝罪をして回る日々で、「将来ある若者の命を奪って！」などと厳しい言葉も浴びたという。2,3年で事態が落ち着いてきたが、ついこの間までともに稽古をしてきた仲間から「師匠」と呼ばれる自らの立場に馴染めず、現役力士の土俵入りを見ると「現役はイイなぁ」と寂しさを感じていたという。
2. 3度に及ぶ不祥事について、1度目の野球賭博関与については甘い認識で野球賭博に関わったことを反省している。3度目のコロナ禍中の協会ガイドライン違反の外出については、当時は急性膵炎での入院生活中のストレスも残っており、妻との関係が上手くいっていなかったことなどから犯してしまった過ちであるという。3度目の規律違反でけじめをつける覚悟をし、力士たちに話をしている。
3. 東京家裁が時津風部屋施設を差し押さえたのは、離婚時の財産分与の前に第三者に売却されることを防ぐために妻が取った処置であった。妻とはその後離婚したが、おかみとしての役目から解放されたことでストレスがなくなり、毎日のように連絡を取り合っているという。16代時津風は現在、部屋を出て都内で一人暮らしをしており、支援者のもとを回って退職の経緯を説明し、家では体がなまらないようトレーニングをしていると話している。

同年9月24日、朝倉未来がスペシャルアドバイザーを務めている総合格闘技大会『BreakingDown』が同月26日に開催する大会の対戦カードを発表、第26試合で元パンクラスの三浦広光と対戦することが分かった。BreakingDown大会運営側が相撲情報誌TSUNA編集長の竹内一馬に相撲関連のキャスティングを依頼し、実現した対戦であるという。試合は判定に持ち込まれ、2-0で三浦が勝利した。格闘技デビュー当時既に47歳という年齢で、その後格闘技の試合に出場したという情報が無いことを考えると、元々継続的な格闘技参戦の意思はなかったと見られる。
20代錣山(元関脇・寺尾)が死去した際には弔問に訪れた。坂本は不祥事で協会を去った身だが、20代錣山は坂本の退職後も気に懸けて連絡してくれた仲であった。

## 取り口
現役時代の時津海はしばしば「相撲巧者」として紹介された。右四つでの寄りが持ち味。左上手を取れれば引き付けが効き、出し投げ、ひねりもあり、特に強かった。また、廻しを切る技術も秀逸だった。さらには差し手を殺すことも上手く、けんか四つの相手でも勝つことができるというところがあった。しかし元々組めないともろく、突き押し相撲相手には苦戦した。晩年には足腰の衰えが顕著になり、すぐに腰が立って足が流れたり吹っ飛ばされたりすることも目立った。四つ身での技術では同世代の力士の中でもトップクラスであり、4回に渡る技能賞受賞がそれを物語っているが、番付運の悪さや取り口の脆さが災いして三役昇進は叶わなかった。

## 人物・エピソード
- 突然に部屋を継承することになったが、山本順一は暴行死事件が発覚し相撲界との関係を絶たれ、部屋の師匠としての職務上の引き継ぎなども何もなく、最初の2、3年はお詫び行脚に終始した。その後、新しい後援会などによって部屋の運営を手伝ってもらえるようになり、自分の仕事も落ち着いてきた[2]。
- 部屋の師匠としては自分で考えることと自らの意志で厳しい稽古を行うことが重要だと主張しており、稽古場で厳しさを発揮した時天空が死去したことで部屋の上下関係に対する意識や弟子の稽古態度などの面で弟子育成が危機感と隣合わせとなったが、それでも16代時津風は「無理やり（稽古を）やらせても強くならない」として力士達の自主性を重んじている。だらだらとした稽古を長時間行うのではなく、同じ時間の稽古でもより気合や力を入れて集中してやった方が良いと話している[2]。
- 体の衰え以外の事情で現役を引退して相撲に未練があったためか引退後もトレーニングを継続しており、2017年にヘルニアを患うまで現役力士の頃から気持が切り替わらなかったという。一方気持ちが切り替わって以降も、2018年の時点でもトレーニングを欠かさず行っており、現役時代とほぼ変わらない肉体で弟子に胸を出している[2]。
- 豊ノ島が引退したばかりの頃、一部報道機関によって「自分のトレーニングに没頭して指導にはあまり熱心ではない」と指導態度を否定された[19]。
- 臥牙丸は「(時津風部屋は)本当に関取衆の集まる場所でした」と自身の現役時代を振り返り、稽古場として充実していた部屋であった旨を証言している[20]。

## 不祥事

### 大相撲野球賭博問題への関与
2010年6月18日、大相撲における野球賭博の問題で、日本相撲協会に対し豊ノ島と共に賭博をしていた事実を認めていたことが報道された。これを受けて日本相撲協会は主任から最下位の平年寄への1階級降格と5年間の昇格見送りの処分を下した。

### 大相撲八百長問題
2011年3月、大相撲八百長問題に関与し、引退勧告処分となった霜鳳典雄の監督不行き届きにて昇格見送り3年の処分を受けた。野球賭博問題での5年間昇格見送りと合わせて合計8年間の処分となったことになる。霜鳳の処分に関しては「納得はしていない。思いはみんな一緒だ」としている。2014年の役員改選と同時に行われた新たな職務分掌では当初の方針より早く昇格停止処分が解除された形で主任に再昇格し、2015年1月29日付で委員に昇格している。

### 新型コロナウイルス対応ガイドライン違反

#### 2020年9月場所前
2020年9月11日、日本相撲協会は協会作成の2019新型コロナウイルス感染対策ガイドラインに違反する行動があったとして、16代時津風を9月場所中の謹慎とした。その間、時津風部屋は部屋付きの枝川が師匠代行として管理することとなった。
今後、相撲協会危機管理委員会・コンプライアンス委員会（委員長青沼隆之＝元名古屋高検検事長）が聞き取り調査を行った。外出に関してはガイドライン上で取り決めがあり、本人も違反行為を認めたという。
相撲協会は9月場所を見据え、8月以降は感染予防の観点から2週間ごとに力士や親方の行動ガイドラインを作成していた。7月場所後の一時的な緩和を経て、8月中旬に「外食は第三者との接触を避ける」「ホテル、旅館の宿泊不可」などと規定し、再通達をしていた。関係者によると、不要不急の外出が禁止された8月31日以降に第三者を交えて他県を訪れゴルフをしていたことが発覚したという。
正式な処分が出るのは10月1日の協会理事会においてであり、部屋所属の正代の大関昇進が決まった場合の伝達式は9月30日となる。慶事であることも考慮して相撲協会は特例としてこの時の同席は認めることとした。ところが謹慎中の16代時津風が29日朝から吐き気を訴え急性膵炎と診断され、夜に内視鏡手術を受けたことから、正代の大関昇進伝達式には師匠代行の枝川と時津風部屋女将が出席することとなった。なお、急性膵炎に関して女将は「石が十二指腸まで動いて引っかかっていて、すい臓が炎症を起こしていました」と説明しており、16代時津風は「どうしても（昇進伝達式に）行きたい」と言っていたものの医師からは「（伝達式が行われる30日まで）放置していたら大変だった」とストップがかけられた。
10月1日の協会理事会で、委員から年寄への2階級降格処分となることが決定した。協会コンプライアンス委の調査によると、16代時津風は9月4日に友人に誘われて宮城県に旅行し、居酒屋で会食。この店が「3密」状態であったにもかかわらず、マスク着用などの感染予防策を怠った。また翌5日はゴルフコンペに参加したあと、長崎県五島市に帰省するため福岡市に移動し8日まで滞在したという。感染リスクの高い行為が含まれており、部屋での感染蔓延や力士の休場・本場所開催が危ぶまれる可能性を指摘し、過去に2度の懲戒処分を受けていることからも降格処分が妥当と同委員会は八角理事長に答申していた。

#### 2021年1月場所中

##### 違反行為の判明と調査・処分の経緯
2021年1月27日、同年1月場所中に歓楽街に出向き、麻雀店に出入りしていたことが報じられた。『週刊文春』2021年1月28日号はガイドラインに違反しての風俗店通い、千秋楽翌日の“密会デート”なども報じている。マージャン店通いは1月場所に限ったことではないという。
28日に相撲協会の理事会が行われ、理事長から報道内容や経緯について報告があったという。コンプライアンス委員会は16代時津風からの聞き取りを終えており、さらに同委員会で調査・審議された後に調査報告と処分案をまとめて理事会に答申する予定。改めて理事会が開かれ、処分が検討される。
29日にマスコミの電話取材に応じた芝田山広報部長は、コンプライアンス委員会が調査中であり、16代時津風が退職届を提出したとの報道について「詳しい内容は何も聞いてない」と話した。同日の執行部会議で2月に緊急理事会が開催されることが決まり、この理事会で時津風の処分が協議される見込みである。また各部屋に対し、日常生活においてガイドライン違反をしない振る舞いをするよう、注意喚起が出されるという。報道各社は同日夜、時津風が処分内容にかかわらず退職する意向を固めたと報じた。
31日には、時津風部屋を20代間垣（土佐豊）が継承する方向で調整が進められていることが報じられた。16代時津風や一門の有力親方も了承しているという。
2月3日、コンプライアンス委員会は16代時津風の夫人の聞き取りを実施した。2時間程度で、場所中の16代時津風の外出行動の事実確認をしたものとみられる。この時、青沼隆之委員長は記者に対して「何も話せることはありません」の一言しか述べなかった。
同月22日に臨時理事会が開かれた。コンプライアンス委員会の調査によると、16代時津風は初場所中の1月18日からの5日間、都内赤坂のマージャン店に出入り、同月20日には新橋の風俗店、23日からの2日間は赤坂のタイ古式マッサージ店に出入りしていた。2020年11月に八角理事長から9月場所前の違反について「同様の違反を繰り返した場合、さらに厳しい処分となる」と諭されており、同年12月25日以降は近隣のスーパー・コンビニへの買い出しや治療のための通院・整体、クリーニングやウォーキングを除き原則外出禁止となっていた。所属力士を含む多くの協会員が耐えてきたなかでの時津風の行動を、同委員会は「反省の態度や師匠としての自覚など微塵も見て取れることはできず、厳しい非難に値する」と断じている。
16代時津風や部屋に感染者はなく、16代時津風がこれまで13年に渡って部屋を維持し、今回の件を反省して退職届を提出していることを鑑みても、「そのあまりにも身勝手な行動は、深刻な状況の中で、懸命に一月場所を開催した全ての相撲協会関係者の思いを踏みにじるものであって、時津風親方には、師匠としての自覚どころか、相撲協会の一員としての自覚すらもないのではないかの思いすら禁じ得ない」「もはや同親方を相撲協会に在籍させ続けることは相当とはいい難い」として、退職勧告の処分意見が答申された。
同委員会では、本場所という大相撲の根幹をないがしろにした行動に『退職金が支払われない解雇とすべきだ』という厳しい意見もあったという。しかし、明確な法律違反が無かったため、退職勧告に落ち着いたという。
理事会はこの答申を受け、16代時津風に退職勧告・退職金30％減額の懲戒処分を決定し、16代時津風は22日で退職した。名跡「時津風」と時津風部屋は20代間垣（土佐豊）が継承することも決まった。この日、マスコミの取材に対応した芝田山広報部長は、「処分を言い渡して、何かありますかということで（16代時津風本人は）『特にない』ということで。『ご迷惑をおかけしました。どうもすいませんでした』と（言っていた）。私の（見た）感じとしては、申し訳なかったという感じは受けなかったね」「（八角）理事長からは『引き継ぎも迷惑かけないようにやってくださいよ。一般人になっても厳しい目で見られるよ』ということも言われていた」と本人の様子を明かしている。

##### 違反行為・処分への反響
度重なるガイドライン違反行為に対して、解雇などの厳罰の必要性が取り沙汰された。また相撲ファンの間では、阿炎のコロナ禍における会食問題の事例のような温情裁定が下ることを危惧する声も上がった。
16代時津風から謝罪の連絡をうけた部屋の後援会員も「（名門の）部屋の看板の重みを理解できていないのではないか。これでは応援する人もついてきてくれない」と話したという。一方、ある部屋関係者は、16代時津風の現役時代からの賭博好きは認めながらも、酒もタバコもやらない真面目な人柄であったことを話している。2007年に発生した力士暴行死事件で先代師匠が解雇され、部屋継承のため33歳で強制引退となり、何の引き継ぎも無かった状態から苦労して部屋をまとめ上げ、正代を育ててきた実績などを明らかにし、現役への未練やコロナ禍での外出自粛のストレスゆえギャンブルを止められなかったのだろう、と16代時津風を擁護した。
協会は本場所の2週間前から千秋楽まで協会員の外出を原則禁止するロックダウンをしており、長期間力士たちに我慢を強いている実情がある。にもかかわらず、時津風部屋では元日にちゃんこが用意されず、各人で用意していたという。正代が寂しいと明かしており、所属力士たちへの配慮不足も指摘されている。
古くからの部屋の後援体制の充実ぶりが16代時津風の思い上がりを招き、この件に繋がったのではないかという分析もある。

## 主な成績
- 通算成績：466勝485敗43休 勝率.490
- 幕内成績：322勝385敗43休 勝率.455
- 現役在位：70場所
- 幕内在位：50場所[2]
- 三賞：4回
  - 技能賞：4回（2001年7月場所、2002年1月場所、2003年7月場所、2006年1月場所）
- 各段優勝：十両優勝2回（1997年5月場所、2005年7月場所）

### 場所別成績
| | 一月場所 初場所（東京） | 三月場所 春場所（大阪） | 五月場所 夏場所（東京）  | 七月場所 名古屋場所（愛知） | 九月場所 秋場所（東京） | 十一月場所 九州場所（福岡） |
| --- | ----------------------- | ----------------------- | ------------------------ | --------------------------- | ----------------------- | --------------------------- |
| 1996年 （平成8年） | x                       | 幕下付出60枚目 6–1      | 東幕下31枚目 5–2         | 東幕下17枚目 4–3            | 西幕下11枚目 4–3        | 東幕下9枚目 4–3             |
| 1997年 （平成9年） | 西幕下5枚目 5–2         | 西幕下2枚目 5–2         | 西十両13枚目 優勝 12–3   | 西十両3枚目 5–10            | 東十両8枚目 9–6         | 西十両3枚目 8–7             |
| 1998年 （平成10年） | 西十両2枚目 4–11        | 西十両9枚目 9–6         | 西十両5枚目 8–7          | 東十両2枚目 10–5            | 西前頭14枚目 8–7        | 東前頭13枚目 9–6            |
| 1999年 （平成11年） | 東前頭5枚目 4–11        | 西前頭11枚目 9–6        | 西前頭6枚目 4–11         | 東前頭13枚目 8–7            | 東前頭10枚目 7–8        | 東前頭12枚目 8–7            |
| 2000年 （平成12年） | 西前頭11枚目 9–6        | 東前頭7枚目 7–8         | 西前頭8枚目 5–10         | 西前頭11枚目 9–6            | 東前頭10枚目 7–8        | 東前頭12枚目 8–7            |
| 2001年 （平成13年） | 西前頭9枚目 8–7         | 東前頭4枚目 6–9         | 西前頭6枚目 4–11         | 西前頭13枚目 11–4 技        | 西前頭4枚目 9–6         | 東前頭3枚目 2–13            |
| 2002年 （平成14年） | 東前頭11枚目 11–4 技    | 西前頭4枚目 2–6–7       | 東前頭11枚目 休場 0–0–15 | 東前頭11枚目 8–7            | 西前頭6枚目 7–8         | 西前頭7枚目 8–7             |
| 2003年 （平成15年） | 西前頭4枚目 5–10        | 東前頭8枚目 8–5–2       | 東前頭7枚目 休場 0–0–15  | 東前頭7枚目 9–6 技          | 西前頭3枚目 5–10        | 西前頭6枚目 8–7             |
| 2004年 （平成16年） | 東前頭4枚目 7–8         | 東前頭5枚目 8–7         | 東前頭4枚目 7–8          | 東前頭6枚目 6–9             | 西前頭8枚目 5–10        | 東前頭14枚目 8–7            |
| 2005年 （平成17年） | 東前頭12枚目 5–10       | 東前頭16枚目 8–7        | 西前頭12枚目 3–12        | 西十両3枚目 優勝 11–4       | 西前頭14枚目 4–11       | 西十両3枚目 9–6             |
| 2006年 （平成18年） | 西前頭14枚目 12–3 技    | 西前頭5枚目 2–13        | 東前頭16枚目 2–9–4       | 東十両9枚目 8–7             | 西十両6枚目 8–7         | 東十両4枚目 10–5            |
| 2007年 （平成19年） | 西前頭12枚目 8–7        | 西前頭10枚目 8–7        | 東前頭6枚目 3–12         | 東前頭11枚目 8–7            | 西前頭7枚目 5–10        | 引退 –                      |
| 各欄の数字は、「勝ち-負け-休場」を示す。 優勝 引退 休場 十両 幕下 三賞：敢=敢闘賞、殊=殊勲賞、技=技能賞 その他：★=金星 番付階級：幕内 - 十両 - 幕下 - 三段目 - 序二段 - 序ノ口 幕内序列：横綱 - 大関 - 関脇 - 小結 - 前頭（「#数字」は各位内の序列） |                         |                         |                          |                             |                         |                             |

### 幕内対戦成績
| 力士名   | 勝数 | 負数  | 力士名   | 勝数 | 負数 | 力士名   | 勝数 | 負数  | 力士名   | 勝数 | 負数  |
| -------- | ---- | ----- | -------- | ---- | ---- | -------- | ---- | ----- | -------- | ---- | ----- |
| 安芸乃島 | 4    | 4     | 安芸ノ州 | 1    | 1    | 朝青龍   | 1    | 7     | 朝赤龍   | 2    | 6     |
| 朝乃翔   | 3    | 3     | 朝乃若   | 8    | 3    | 旭豊     | 1    | 0     | 安壮富士 | 0    | 1     |
| 安馬     | 3    | 2     | 安美錦   | 10   | 8    | 岩木山   | 3    | 8     | 潮丸     | 1    | 2     |
| 皇司     | 10   | 7     | 大碇     | 3    | 0    | 大日ノ出 | 3    | 2     | 小城錦   | 6    | 2     |
| 魁皇     | 1    | 4     | 海鵬     | 12   | 12   | 垣添     | 5    | 4     | 鶴竜     | 1    | 2     |
| 春日王   | 3    | 7     | 春日錦   | 3    | 2    | 片山     | 2    | 1     | 巌雄     | 2    | 2     |
| 稀勢の里 | 2    | 5     | 北桜     | 3    | 2    | 旭鷲山   | 7    | 7     | 旭天鵬   | 8    | 5     |
| 金開山   | 8    | 3     | 五城楼   | 4    | 1    | 黒海     | 1    | 5     | 琴稲妻   | 1    | 0     |
| 琴奨菊   | 2    | 1     | 琴錦     | 0    | 5    | 琴ノ若   | 4    | 8     | 琴光喜   | 5    | 3     |
| 琴龍     | 6    | 11    | 里山     | 1    | 1    | 敷島     | 4    | 3     | 十文字   | 9    | 10(1) |
| 駿傑     | 1    | 1     | 戦闘竜   | 0    | 3    | 大至     | 0    | 2     | 大善     | 4    | 5     |
| 貴闘力   | 3    | 3     | 隆の鶴   | 2    | 0    | 貴ノ浪   | 3    | 6     | 貴乃花   | 0    | 1     |
| 隆乃若   | 6    | 11    | 高見盛   | 4    | 9    | 豪風     | 2    | 4     | 玉飛鳥   | 0    | 1     |
| 玉春日   | 6    | 13    | 玉乃島   | 6    | 8    | 玉力道   | 2    | 0     | 千代大海 | 0    | 4     |
| 千代天山 | 5    | 4     | 出島     | 3    | 6    | 寺尾     | 4    | 6     | 闘牙     | 7    | 9     |
| 土佐ノ海 | 5    | 13    | 栃東     | 1    | 4    | 栃煌山   | 1    | 1     | 栃栄     | 6    | 4     |
| 栃乃洋   | 10   | 10(1) | 栃乃花   | 4    | 5    | 栃乃和歌 | 3    | 1     | 豊桜     | 4    | 2     |
| 豊響     | 0    | 2     | 白鵬     | 0    | 1    | 白露山   | 3    | 1     | 濵錦     | 1    | 2     |
| 濱ノ嶋   | 5    | 4     | 追風海   | 4    | 4    | 春ノ山   | 0    | 1     | 肥後ノ海 | 4    | 5     |
| 普天王   | 3    | 3     | 武雄山   | 10   | 4    | 寶智山   | 1    | 0     | 北勝力   | 8    | 6     |
| 水戸泉   | 1    | 2     | 湊富士   | 8    | 3    | 雅山     | 3    | 11(1) | 武蔵丸   | 0    | 4     |
| 武双山   | 2    | 5     | 燁司     | 1    | 0    | 嘉風     | 2    | 2     | 龍皇     | 1    | 0     |
| 露鵬     | 2    | 2     | 若光翔   | 1    | 0    | 若孜     | 0    | 2     | 若兎馬   | 1    | 2     |
| 若の里   | 4    | 8     | 若ノ城   | 3    | 1    | 若乃花   | 0    | 1     | 和歌乃山 | 6    | 5     |

## 改名歴
- 時津海→時津海（「海」の「毋」が「母」）

## 年寄変遷
- 時津風 正博（ときつかぜ まさひろ）2007年11月 - 2021年2月